# Jeanne de France (1448-1467)
 (avril 2018).
Pour les articles homonymes, voir Jeanne de Valois et Jeanne de France.
Jeanne de France (ou Jeanne de Valois avant sa légitimation) (1448-1467) est une fille légitimée du roi de France Charles VII.

## Biographie
Jeanne de Valois est née en février 1448, de Charles VII et d'Agnès Sorel.
Elle est confiée à l'âge de deux ans, après le décès de sa mère, Agnès Sorel, survenu en 1450,  à Pierre Frotier, baron de Preuilly et à son épouse, que le roi Charles VII avait désignés comme tuteurs , avant de rejoindre la cour du roi lors de son adolescence.
Après la mort du roi  Charles VII, survenue le 22 juillet 1461, le roi Louis XI,  accorde sa main à Antoine de Bueil, chancelier du roi, fils de Jean de Bueil, amiral de France, comte de Sancerre. Le mariage a lieu à Tours le 23 décembre 1461. Le roi Louis XI, son frère naturel, lui accorde alors une dot de quarante mille écus d’or. 
Elle meurt en 1467.

## Descendance
Elle a deux enfants de son mariage avec Antoine de Bueil, comte de Sancerre :
- Renée de Bueil (vers 1465 - vers 1479) ;
- Jacques de Bueil, comte de Sancerre (vers 1467 - vers 1513), et postérité à nos jours.